# Паннонские племена

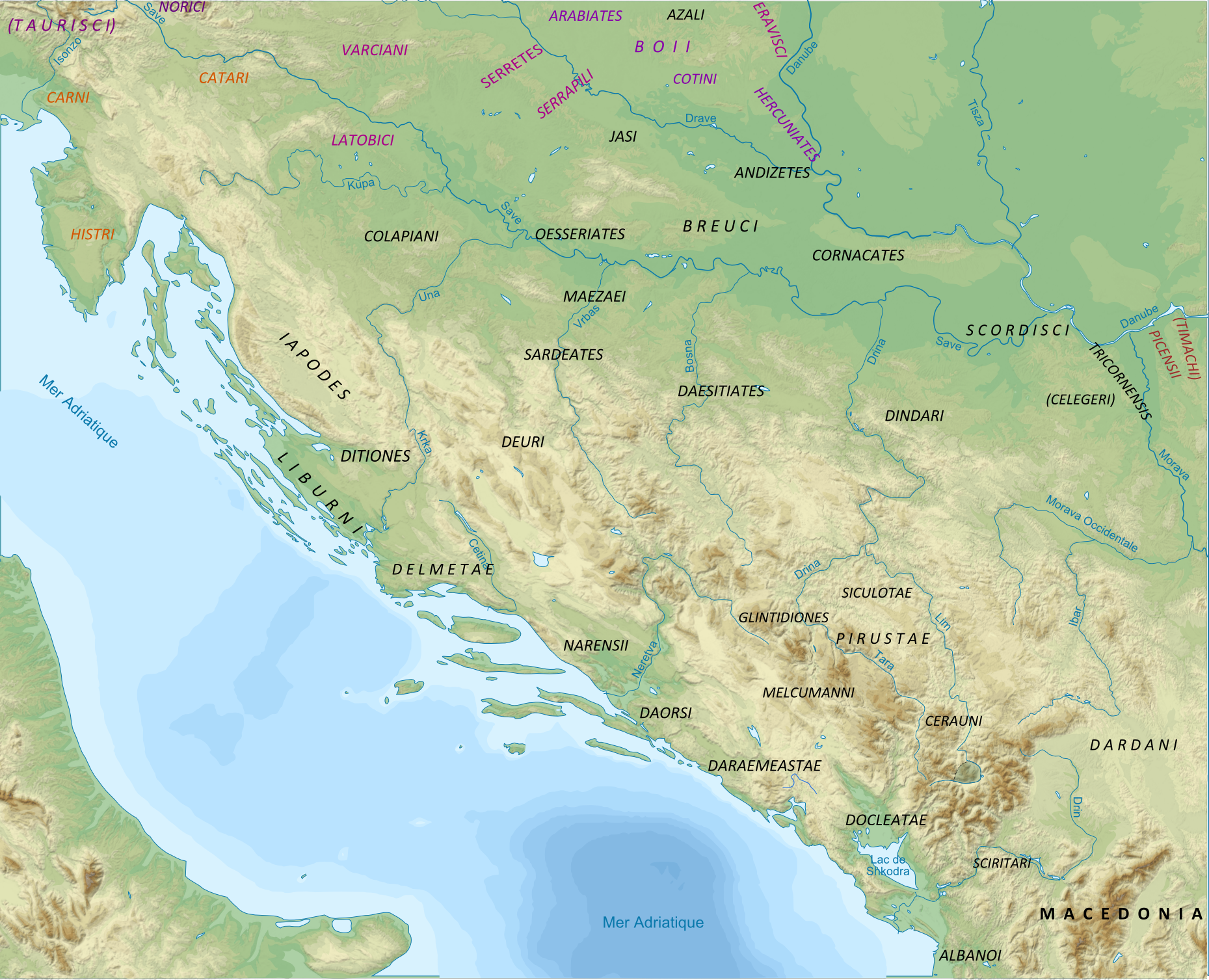
Карта, показывающая приблизительное расселение иллирийских (в том числе и паннонских) племен

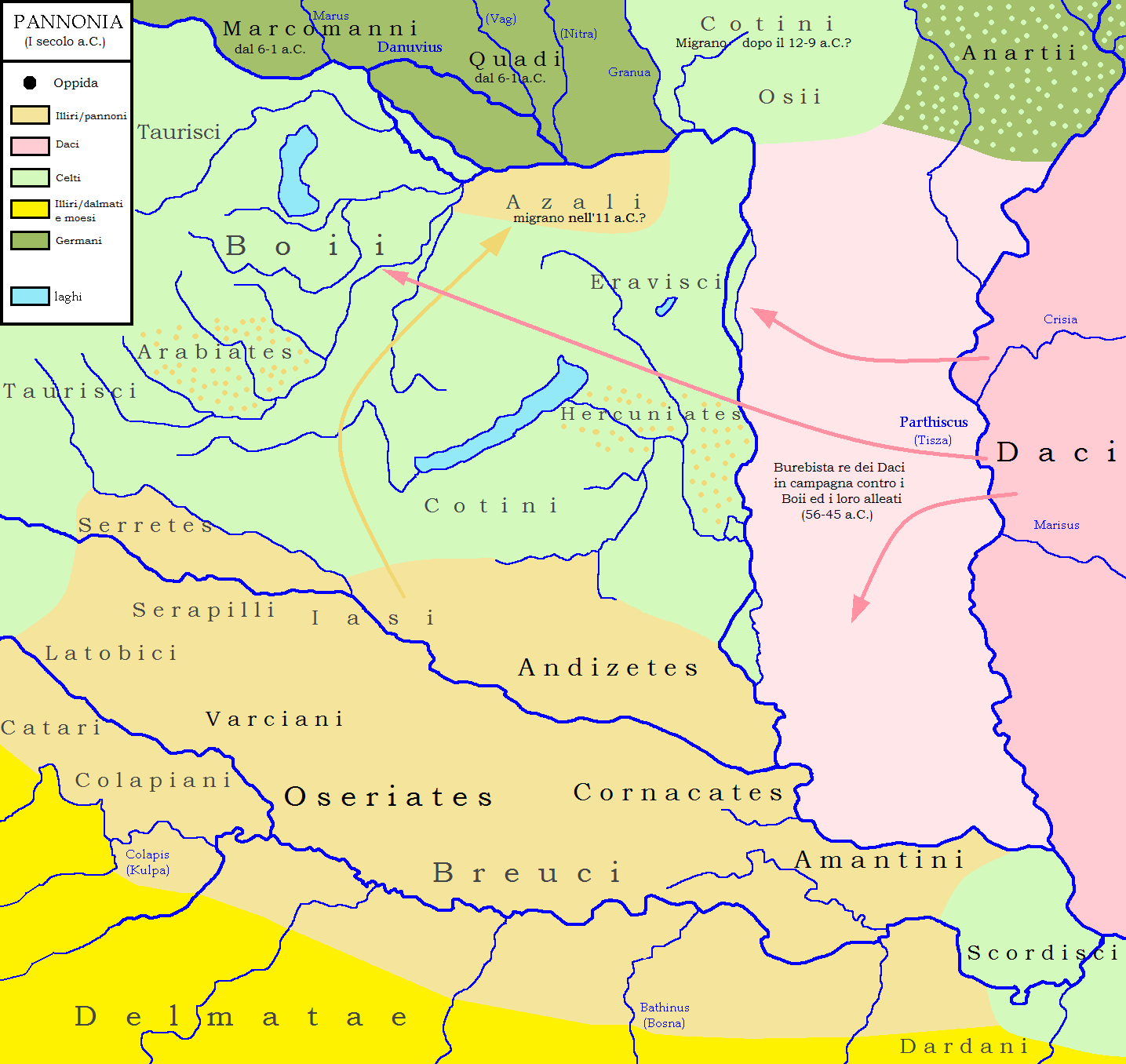
Карта древнего населения Паннонии

Паннонцы (лат. Pannonii, др.-греч. Παννόνιοι, др.-греч. Πάννονες, др.-греч. Παίονες) — название группы племён, родственных иллирийцам и населявших южную часть римской провинции Паннония к югу от реки Драва, а также северную часть провинции Далмация. Паннонские племена, вероятно, были кельтизированы. Впоследствии часть паннонцев поселилась в Дакии.

## Этимология
Дион Кассий считал, что этот народ называют так из-за их льняной одежды:
Название же племени происходит от того, что хитоны с рукавами они изготавливают из кусков материи, именуемых ими «паннами», своеобразно разрезая и сшивая их по местному обычаю.
Норберт Йокль считал, что Паннония означает «страна болот».
Другая теория гласит, что страна получила название из-за того, что местное население поклонялось римскому богу Сильвану, аналогу греческого бога Пана.

## История
Паннонцы не были подчинены провинции Иллирик до Великого иллирийского восстания. Оно началось в 6 году н. э., когда паннонцы с далматами и другими иллирийскими племенами навязали римлянам ожесточённое столкновение, продолжавшееся три года. В результате они были побеждены войсками будущего императора Тиберия и Германика в 9 году.
Вскоре (между 20 и 50 годами) провинция Иллирик была расформирована: северная её часть образовала провинцию Паннония, а южная — Далмацию.
Паннонские племена населяли территорию между рекой Драва и далматским побережьем. Археология и ономастика раннего периода показывают их культурное отличие от южных иллирийцев, яподов и латенских народов, обычно называемых кельтскими. Однако позже они подверглись кельтизации. Тем не менее, есть некоторое культурное сходство между паннонцами и далматами.
Существенная часть паннонских земель была богата железными рудами, поэтому добыча и обработка железа составляла здесь важную часть хозяйства как до римского завоевания, так и после.
В доримскую эпоху у паннонцев не было крупных поселений, кроме Сегестики, которая фактически была кельтской.
В работах Страбона, Плиния Старшего и Аппиана Александрийского упоминаются некоторые из паннонских племён, благодаря чему историки и археологи смогли локализовать некоторые из них.
Римский консул Дион Кассий Кокцейян писал:
Паннонцы обитают близ Далмации, вдоль самого Истра от Норика до Мезии, и влачат наиболее жалкое среди всех людей существование (ибо не хватает им ни плодородия земли, ни мягкости климата; пребывая бoльшую часть времени в условиях суровейшей зимы, они не производят ни вина, ни оливкового масла, разве лишь самую малость и притом скверного качества, ячмень же и просо употребляют и как еду, и как питье), вместе с тем храбрейшими слывут среди всех, о ком нам известно, ибо они — самые отважные и самые кровожадные, словно не обладающие ничем, что побуждало бы их вести достойный образ жизни. Об этом я знаю не по слухам, и не из книг, но благодаря собственному опыту, ибо довелось ими управлять.
«Паннонские уроды» (Pannonii degeneri) до Великого переселения народов так и не научились ни пить вина, ни говорить по латыни

## Галерея

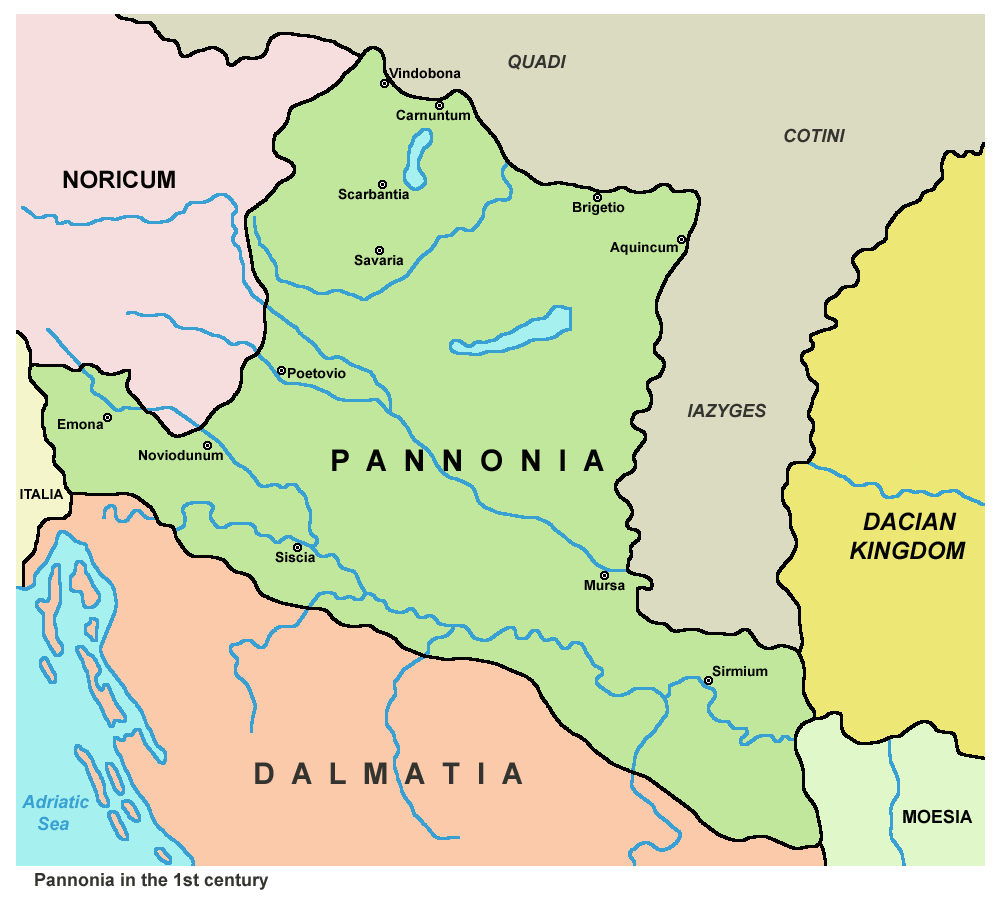
Паннония в 1-м веке н. э.
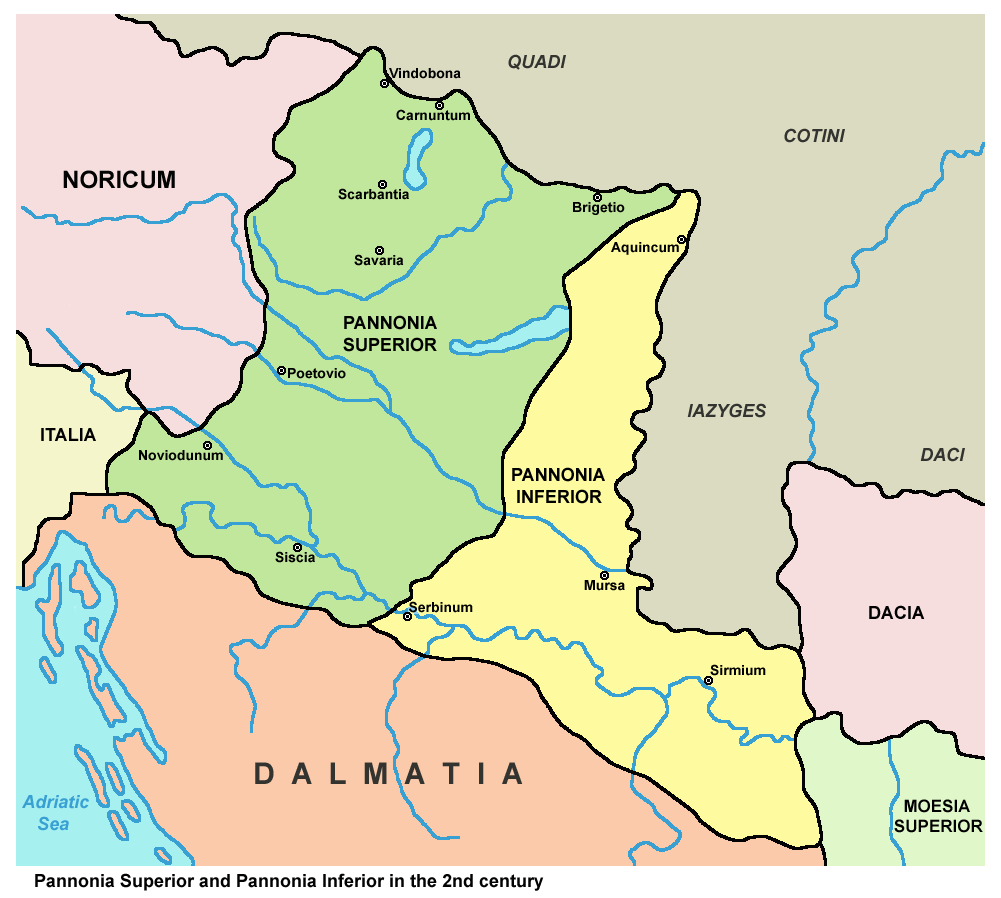
Паннония во 2-м веке н. э.
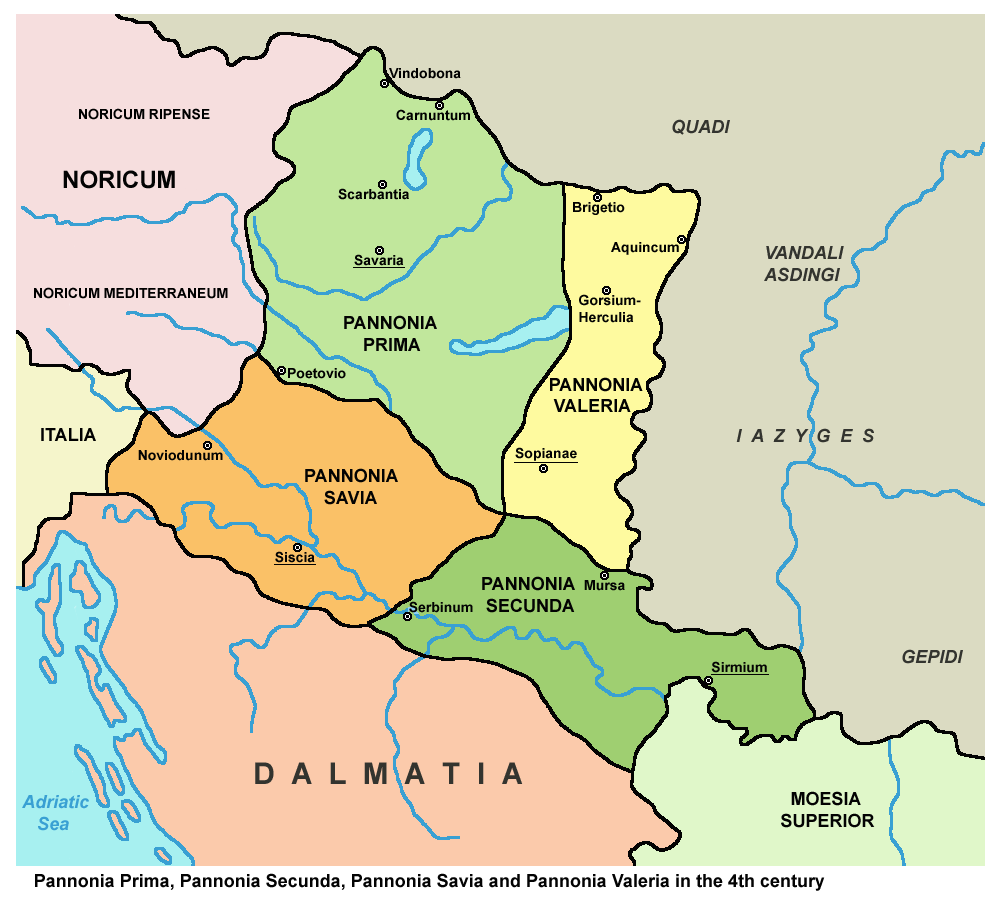
Паннония в 4-м веке н. э.